# Outlaws (computerspel)
Outlaws is een computerspel van LucasArts uitgebracht in 1997. Het is een first-person shooter die zich afspeelt in het Wilde Westen. Het spel is een lichte parodie op de westernfilm The Good, the Bad and the Ugly. Hoewel het geen commercieel succes was, heeft het toch een zekere cultstatus en wordt het nog gespeeld door een kleine groep fans.
Op 20 augustus 2025 bracht de ontwikkelaar Nightdive Studios het spel uit als digitale download voor Windows, PlayStation 4 en 5, Xbox One en Series, en de Switch 2 onder de titel Outlaws + Handful of Missions: Remaster.

## Verhaal
James Anderson, een gepensioneerde U.S. Marshal vindt 's avonds zijn vrouw Anna zwaargewond en stervende. Zijn dochter Sara werd ontvoerd door twee vogelvrijen: Matt “Dr. Death” Jason en “Slim” Sam Fulton die net in dienst werden genomen door de kwaadaardige spoorwegbaas Bob Graham.
Graham heeft verschillende vogelvrijen ingehuurd die hij op de mensen die op en rond zijn land leven afstuurt. De vogelvrijen terroriseren de omwonenden zodat zij hun land verkopen of wegtrekken. Zo hoopt Graham dat hij een grote spoorweg kan aanleggen.
De psychotische Dr. Death interpreteert de instructies van Graham verkeerd waardoor hij Anna neerschiet en Sara ontvoert. Nadat James zijn vrouw begraaft, gaat hij op zoek naar zijn dochter. Hij reist doorheen het Wilde Westen waar hij de vogelvrijen die in dienst zijn van Bob Graham neerschiet of inrekent.
Anderson wordt achtervolgd door nachtmerries over zijn vermoorde vader. Toen James nog een kind was, ging hij eens samen met zijn vader op kampeertocht in de wildernis. Zijn vader werd 's nachts doodgeschoten door een onbekende. Deze onbekende heeft James laten leven met de melding: “om het gevoel van de vrees voor de dood te behouden”.
Uiteindelijk vindt Anderson Dr. Death in een oude mijn waarop Dr. Death verder de mijn in vlucht om zichzelf in veiligheid te brengen. Tijdens zijn vlucht struikelt hij over een touw waardoor hij met zijn voet (aan het touw) boven een diepe mijnschacht komt te hangen. Dr. Death vertelt dat Sara verborgen wordt gehouden in een oud Indiaans dorpje. Dr. Death beseft dat James hem niet uit de mijnschacht zal halen. Daarom pest hij hem met de moord op zijn vrouw Anna. James doorbrandt het koord uit woede door met zijn sigaar te doven aan het katrol waardoor Dr. Death een dodelijke val maakt in de mijnschacht.
In het indianendorp loopt James in een hinderlaag van de indianen. Het opperhoofd is verbaasd over James' kracht. Dan blijkt dat James vroeger nog een ander kind had dat gestorven is. Uit sympathie vertellen ze hem waar Sara wordt vastgehouden.  Dat is niet in het indianendorp, maar wel in de villa van Bob Graham: de “Big Rock ranch”.
Anderson gaat naar de ranch en confronteert Graham. Tijdens een schietgevecht valt Graham neer op de grond. Anderson doorzoekt de villa en vindt zijn dochter. Echter is Graham niet dood. Hij neemt zijn geweer en richt het op Anderson. Anderson komt dan te weten dat Graham ook de moordenaar is van zijn vader. Wanneer Graham James wil neerschieten, is Sara echter sneller met haar geweer. Zij doodt Graham en vader en dochter rijden vervolgens terug naar hun eigen ranch.

## Spel

### Aantal levens
Aangezien Outlaws geen avonturenspel is, is de LucasArts-regel “het hoofdpersonage kan niet worden gedood” niet van toepassing. Outlaws is nu eenmaal een first-person shooter en het zou onlogisch zijn mocht de speler niet gedood kunnen worden. Het spel heeft wel enkele moeilijkheidsgraden. In de eenvoudige graden kan de speler heel wat geweerschoten overleven, maar in de moeilijke verliest hij het spel wanneer hij door 1 of 2 kogels wordt geraakt.

### Extra missies
Naast de singleplayer verhaallijn zijn er nog 5 losstaande missies die vertellen hoe Anderson U.S. Marshal geworden is. In elke missie is het de bedoeling om één bepaalde vogelvrije te vangen of te doden. Om in rang te stijgen moet de speler punten verdienen door gestolen geld te vinden, vogelvrijen te vangen en uit te leveren of door vijanden te doden. Het puntensysteem is zo opgebouwd dat men meer punten krijgt bij het vangen van een vogelvrije dan wanneer je hem zou doden. Het is ook een stuk moeilijker om een vijand te vangen dan hem vanop afstand dood te schieten.
In 1998 bracht LucasArts vier nieuwe missies uit die men kon downloaden van de officiële website. Dit pakket bevatte ook een upgrade naar versie 2.0 van het spel waardoor de speler de rol van een ander hoofdpersonage kon aannemen.

### Multiplayer
In multiplayer kan de speler een ander hoofdpersonage kiezen: Matt “Dr Death” Jackson, "Bloody" Mary Nash, James Anderson, Chief Two-Feathers, "Gentleman" Bob Graham of "Spittin'" Jack Sanchez. Elk personage heeft zijn eigen sterke en zwakke punten zoals: snelheid, beschikbare wapens, gezondheid, etcetera. Inmiddels zijn er al meer dan 1500 multiplayer missies uitgekomen. In 2010 zijn er nog nieuwe missies bijgekomen.
In de multiplayer-modus kan men ook met meerdere mensen online spelen. Hiervoor maakt het spel connectie met IRC-kanalen. Anno 2020 is het spel relatief oud en werkt het niet meer met alle platformen en hardware.
Hoewel er geen plannen zijn voor een vervolg leeft het huidige spel nog bij een kleine groep fans. Op diverse websites zijn nog nieuwe missies te downloaden die men kan integreren in het spel.

### Muziek
De muziek in het spel is gecomponeerd door Clint Bajakian. Hiervoor werd beroep gedaan op een speciaal orkest dat enkel gebruikmaakt van authentieke instrumenten. Het spel bevat 15 liedjes die ook afgespeeld kunnen worden op een gewone cd-speler.

## Ontvangst
| Recensiescore           | Recensiescore |
| Recensieverzamelaar     | Score         |
| ----------------------- | ------------- |
| GameRankings            | 79,8%         |
| Publicist               | Score         |
| GameSpot                | 8,6           |
| GameRevolution          | A-            |
| Next Generation         | 3/5           |
| Computer Games Magazine | 4/5           |

Outlaws werd positief ontvangen in recensies en vakbladen. Men prees het verhaal en de tussenfilmpjes die het een filmachtige ervaring geven. Ook was men positief over de muziek en de multiplayer-modus. Kritiek werd gegeven op de matige graphics en spelbeleving die volgens critici niet voldoende opviel.
Dat het spel geen groot commercieel succes is geworden werd toegeschreven aan het visueel betere spel Quake, dat een jaar eerder verscheen, en Half-Life die korte tijd later uitkwam.
Op GameRankings, een website waar beoordelingen werden verzameld, had het spel een score van 79,8%.

## Updates
LucasArts heeft nog drie updates uitgebracht:
- In 1997 om ondersteuning voor Glide en Aureal A3D toe te voegen
- In 1998 verscheen een upgrade om het spel bij te werken tot V2, dat ook een aantal extra missies bevatte
- In 2001 om ondersteuning voor Direct3D toe te voegen.

## Trivia
- Het spel werd gemaakt met een verbeterde versie van de Jedi game-engine die het eerst werd gebruikt voor het spel Star Wars: Dark Forces.